# Poggio-d'Oletta
 Poggio-d'Oletta  là một xã ở tỉnh Haute-Corse trên đảo Corse, Pháp. Xã này có diện tích 16,16 km², dân số năm 1999 là 140 người. Khu vực này có độ cao trung bình 350 mét trên mực nước biển.